# Strana konzervativní smlouvy
Strana konzervativní smlouvy (zkratka SKS) byla česká politická strana vzniklá roku 1998 jako konzervativní pravicový subjekt navazující na pravicové křídlo Občanské demokratické aliance. Roku 2001 se sloučila s Konzervativní stranou.

## Dějiny a ideologie
V roce 1997 se vyhrotily vnitřní rozpory v Občanské demokratické alianci. Část strany odmítala nástup pragmatických politiků do čela ODA a trvala na inspiraci původními konzervativními postuláty. V rámci ODA pak utvořili takzvanou Pravou frakci.
4. března 1998 podali předáci Pravé frakce návrh na registraci nového politického subjektu, který byl zaregistrován 12. března 1998 jako Strana konzervativní smlouvy. Mezi její zakladatele patřili Ivan Mašek, Čestmír Hofhanzl či Viktor Dobal. 12. září 1998 se konal ustavující konvent SKS. Předsedou se stal Ivan Mašek. 1. dubna 2000 pak Maška po 3. konventu SKS vystřídala v předsednické funkci Zuzana Bönischová. Ta zahájila jednání s Konzervativní stranou. 10. května 2001 oba subjekty dospěly k dohodě na vzniku jednotné Konzervativní strany. Dohoda byla schválena v červnu 2001 sněmy obou stran a 23. června 2001 proběhl slučovací sjezd. Roman Joch z původní SKS se stal jedním z místopředsedů sloučené Konzervativní strany.

## Volební výsledky
Strana konzervativní smlouvy se na přelomu 90. let 20. století a počátku století 21. účastnila několika celostátních voleb, ale nezaznamenala výraznější zisky. Sněmovních voleb roku 1998 se tehdy zcela nová strana SKS neúčastnila. V senátních volbách na podzim 1998 měla SKS jen jednoho kandidáta, kterým byl Lubor Tůma za senátní obvod č. 13 – Tábor. Získal ale jen necelých 8 % hlasů a nepostoupil do 2. kola. Rovněž v komunálních volbách roku 1998 strana nezaznamenala úspěch, když získala jen 0,04 % hlasů a 2 mandáty. Například Viktor Dobal v těchto volbách za SKS neúspěšně kandidoval do zastupitelstva hlavního města Praha. V krajských volbách roku 2000 SKS obdržela v Jihomoravském kraji, ve kterém jako jediném postavila kandidátní listinu, jen 0,31 % hlasů a nezískala zastoupení v krajské samosprávě. V senátních volbách roku 2000 neúspěšně za senátní obvod č. 59 – Brno-město kandidoval jako jediný kandidát SKS Čestmír Hofhanzl, ale získal jen 1 % hlasů a nepostoupil do 2. kola.